# Schloss Liechtenstein (Niederösterreich)

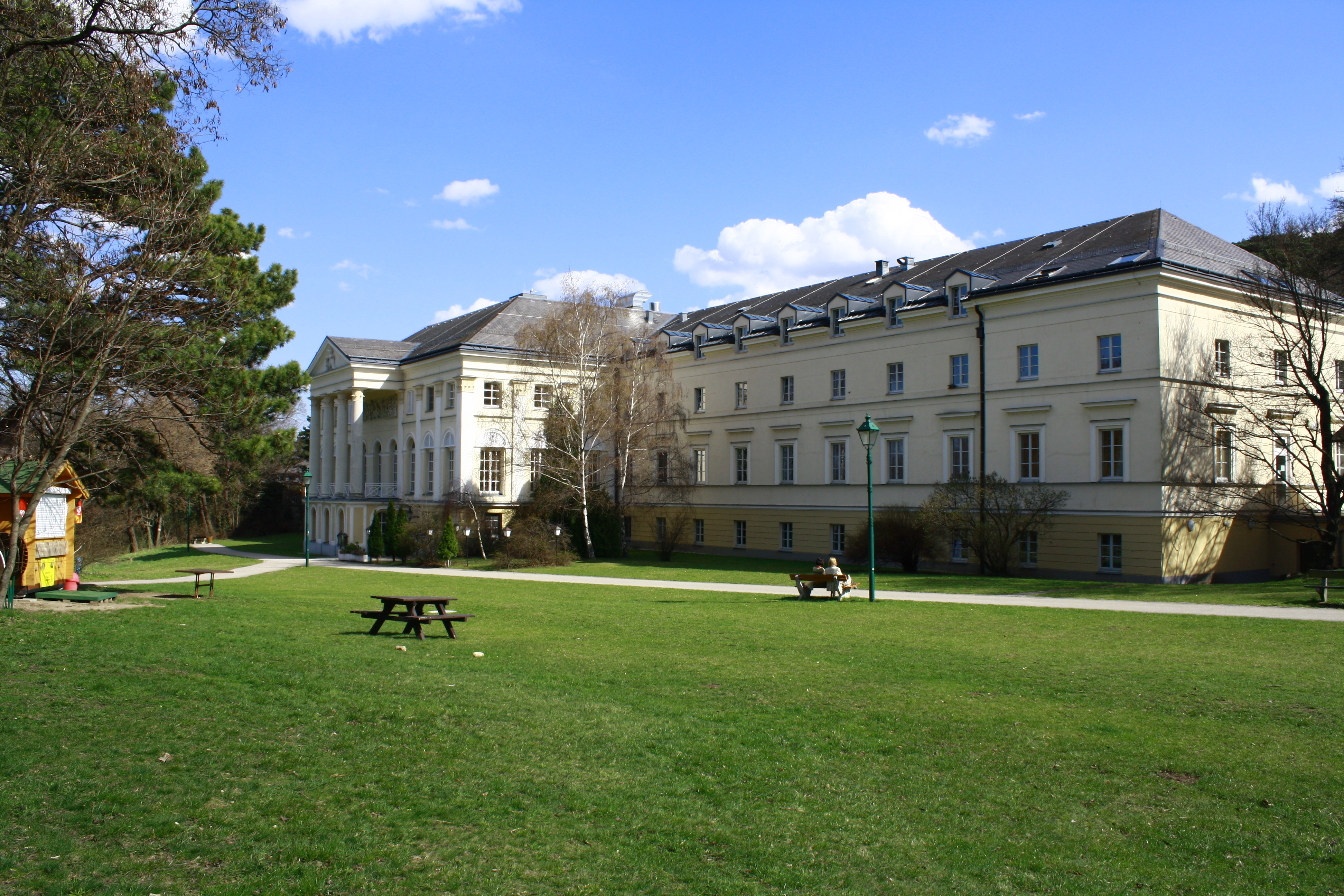
Das Schloss Liechtenstein, heute eine Senioren-Residenz gegenüber der Burg

Das Schloss Liechtenstein ist eine äußerlich weitgehend rekonstruierte klassizistische Schlossanlage südlich von Maria Enzersdorf in Niederösterreich, die heute als Altersheim dient. Es liegt direkt neben Burg Liechtenstein, dem Stammsitz der Familie.
Seine Ursprünge hat das Schloss in einem Gutshof an dessen Stelle, dieser wurde 1683 zerstört und ab 1686 wieder aufgebaut. Im 19. Jahrhundert entstand aus der Anlage ein mehrflügeliges Schloss als unter Fürst Johann I. von Liechtenstein von 1820–21 südlich gegenüber der damals noch unrestaurierten Burg Liechtenstein das nunmehrige Schloss Liechtenstein als Sommerresidenz der Liechtensteins erbaut wurde. Seinen Bau leiteten der Architekt Joseph Kornhäusel und Joseph Franz Engel. Die Front wurde dem Schloss Weilburg in Baden nachempfunden.

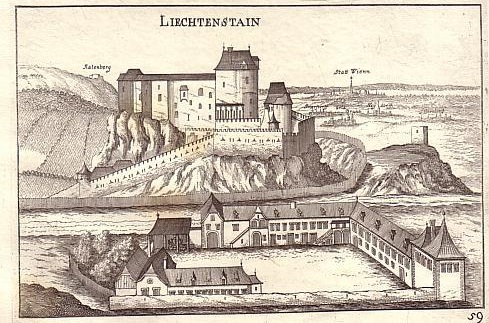
Kupferstich von Georg Matthäus Vischer der Burg Liechtenstein und gegenüber gelegenen Gutshof an der Stelle des heutigen Schloss, aus dem Jahr 1672

1938 wurde Franz Josef II. im Angesicht der Expansion von NS-Deutschland der erste Fürst der im Fürstentum residierte, und infolgedessen wurde 1939 das Schloss unter Denkmalschutz gestellt. In der Zeit der Besatzung durch die Sowjets nach dem Zweiten Weltkrieg und durch die darauffolgende Verwendung als Auffanglager für Ungarn-Flüchtlinge 1956 wurde es stark in Mitleidenschaft gezogen. Es wurde danach vom liechtensteinischen Fürstenhaus verkauft. 1961 wurden der östliche Seitenflügel und Nebengebäude abgetragen. Die fehlende Widmung war, wie „bei großen, leerstehenden Gebäuden stets, ein besonderes Problem“. Als die neue Widmung als Altenheim gefunden war, erklärte sich das Bundesdenkmalamt ausnahmsweise damit einverstanden, dass die Seitentrakte nach ihrem Abbruch originalgetreu wieder aufgebaut werden durften. Dies geschah von 1977 bis 1989. Die Sicht des BDA in dieser Frage war: „Obwohl historische Bausubstanz durch Kopien niemals ersetzt werden kann, blieb hier keine andere Möglichkeit zur Bewahrung des bedeutenden Ensembles, das Schloss Liechtenstein zusammen mit Burg und Garten bildet, der Rest des Schlosses bis auf den Mittelbau.“ Heute dient das äußerlich rekonstruierte Schloss als Seniorenresidenz. Im Keller wird im Sommer Theater gespielt.

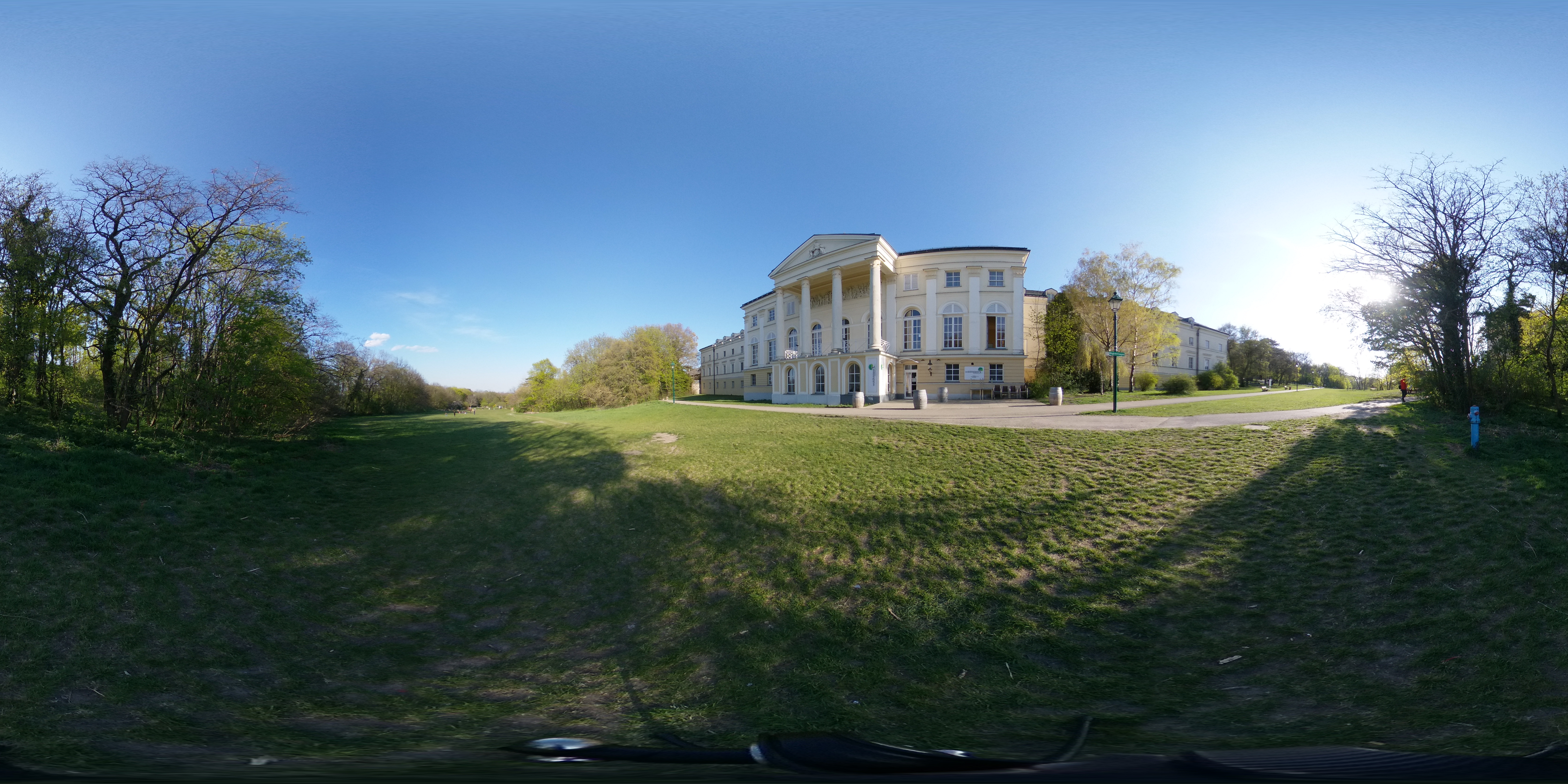
Schloss Liechtenstein (Niederösterreich) 360° Photo